# 6-я гвардейская воздушно-десантная дивизия
6-я гвардейская воздушно-десантная Кременчугско-Знаменская Краснознамённая ордена Суворова дивизия — воздушно-десантная дивизия, военное соединение Воздушно-десантных войск Советского Союза в годы Великой Отечественной войны. Участвовала в боях в районе Старой Руссы, в Курской битве и Битве за Днепр, в Кировоградской, Корсунь — Шевченковской, Уманско — Ботошанской, Ясско — Кишинёвской, Дебреценской, Будапештской, Братиславско — Брновской и Пражской наступательных операциях

## История
Сформирована 08.12.1942 г. в г. Ногинск Московской области на базе частей 6-го воздушно-десантного корпуса как 6-я гвардейская воздушно-десантная дивизия. В состав дивизии вошли 14-й, 17-й, 20-й гвардейские воздушно-десантные и 8-й гвардейский артиллерийский полки. В течение всей войны вела боевые действия в качестве стрелковой дивизии.

### Боевой путь
Впервые в бой вступила 14 марта 1943 года в составе 1-й ударной армии Юго-Западного фронта в районе деревни Кошельки (южнее г. Старая Русса). В начале апреля дивизия выводится в резерв Ставки ВГК. Летом 1943 года в составе 5-й гвардейской армии Воронежского фронта дивизия участвует в оборонительном сражении на белгородско-курском направлении в районе Прохоровки, затем в Белгородско-Харьковской наступательной операции.
Успешно дивизия ведет наступательные бои в составе 5-й гв. А Степного фронта в ходе освобождения Левобережной Украины, форсирования Днепра и наступления на кировоградском направлении. После упорных боев во взаимодействии с другими соединениями дивизия освободила города Кременчуг, Знаменка. 29.9.1943 г. за отличие в освобождении Кременчуга, приказом Верховного Главнокомандующего дивизии присваивается почетное наименование «Кременчугской». 10 декабря 1943 года за отличие в освобождении Знаменка, приказом Верховного Главнокомандующего дивизии присваивается почетное наименование «Знаменской».
8 января 1944 года дивизия принимает участие в освобождении крупного промышленного центра Украины — Кировограда. В Корсунь-Шевченсковской наступательной операции 1944 года дивизия в составе 49-го стрелкового корпуса была придана 5-й гвардейской танковой армии и во взаимодействии с её соединениями сорвала попытки противника деблокировать группировку своих войск, окруженную в районе г. Корсунь-Шевченковский. В Уманско-Ботошанской операции дивизия действует в составе 4-й гвардейской армии 2-го Украинского фронта. 19 марта 1944 года за высокое воинское мастерство, мужество и отвагу, проявленные личным составом в боях при разгроме группировки противника в районе Умани, дивизия награждена орденом Красного Знамени, а 8 апреля 1944 года за успешное форсирование Днестра — орденом Суворова II степени.
Во второй половине апреля 1944 года дивизия, переправившись через р. Прут, вступила на территорию Румынии. В ходе Ясско-Кишиневской операции в составе 7-й гвардейской армии 2-го Украинского фронта дивизия прорвала оборону противника в районе южнее Мунтений и овладела г. Тыргу-Фрумос. В дальнейшем дивизия наступает в направлении Роман, Бакэу, Тыргул-Окна.
В октябре 1944-феврале 1945 гг. дивизия участвует в Дебреценской, затем в Будапештской операциях. 5 декабря 1944 года дивизия в составе 7-й гвардейской армии (в которой действовала до конца войны) участвует в прорыве сильно укрепленной полосы обороны северо-восточнее Будапешта. В конце декабря 1944 года её части форсируют реку Грон в районе Кичинд и ведут ожесточенные бои по расширению и удержанию плацдарма на её западном берегу. Под ударами превосходящих сил противника была вынуждена отойти на восточный берег реки.
Вторично реку Грон дивизия форсирует 25 марта 1945 года в районе Жемляри в ходе Братиславско-Брновской операции. Провав оборону врага, дивизия освободила г. Шурани и другие населённые пункты на территории Чехословакии, преодолела Западные Карпаты и овладела нефтяными промыслами в районе Цистерсдорф (Австрия). Боевые действия дивизия завершила 11 мая 1945 года в Пражской наступательной операции освобождением г. Пршибрам.
12,5 тысяч её воинов награждены орденами и медалями, 1 удостоен звания Героя Советского Союза. После войны 13 июня 1945 года преобразована в 113-ю гвардейскую стрелковую дивизию.

## Состав
- 14-й гвардейский воздушно-десантный стрелковый полк
- 17-й гвардейский воздушно-десантный стрелковый полк
- 20-й гвардейский воздушно-десантный стрелковый полк
- 8-й гвардейский воздушно-десантный артиллерийский полк
- 5-й отдельный гвардейский истребительно-противотанковый дивизион
- 1-я отдельная гвардейская разведывательная рота
- 2-й отдельный гвардейский сапёрный батальон
- 3-я отдельная гвардейская рота связи (с 22 ноября 1944 года — 173 отдельный гвардейский батальоне связи)[2]
- 10-й отдельный медико-санитарный батальон
- 4-я отдельная гвардейская рота химической защиты
- 5-я автотранспортная рота
- 7-я полевая хлебопекарня
- 11-й дивизионный ветеринарный лазарет
- 2390-я полевая почтовая станция
- 1818-я полевая касса Государственного банка.

Периоды вхождения в состав Действующей армии:
- 8 февраля 1943 года — 26 марта 1943 года;
- 3 мая 1943 года −11 мая 1945 года.

## Подчинение
- Входила в состав 1-й Ударной , 5-й гвардейской, 5-й гвардейской танковой, 4-й гвардейской и с апреля 1944 года 7-й гвардейской армий.

## Командование
Командиры дивизии:
- гвардии генерал-майор А. И. Кирзимов (8.12.1942-март 1943)
- гвардии полковник, с 16.10.1943 — гвардии генерал-майор М. Н. Смирнов (март 1943-апрель 1948)

Начальники штаба дивизии:
- гвардии генерал-майор Черноус, Павел Васильевич (март 1947-апрель 1948)

Военный комиссар, заместитель командира по политической части:
- гвардии подполковник Г. Я. Марченко

Командиры полков:
- 14-й гв. сп: Иванов (~1945), (и. о. к-ра полка), гв. капитан
- 20-й гв. сп: Лебедев, Григорий Иванович 23.12.1942 - 09.08.1943

Харисов, Хафиз 25.08.1943 - 10.01.1944
Островский, Борис Леонидович ? 29.01.1944 - 18.04.1944
Бикеев, Александр Филиппович 31.03.1944 - 27.06.1944
Любарец, Василий Андреевич 27.06.1944 - Нет данных гв .подполковник
- 17-й гв. вдп: гв. майор Островский, Борис Леонидович - убит в бою за д. Лощово Тальновского района Киевской области 7 марта 1944 года.

- Лайтерман, Абрам Зейликович (03.1944 - 05.1945), гв. подполковник

## Награды дивизии
- Декабрь 1942 года — Почетное звание  «Гвардейская» — присвоено приказом Народного комиссара обороны СССР в декабре 1942 года при формировании дивизии;
- 29 сентября 1943 года — Почетное наименование «Кременчугская» — присвоено приказом Верховного Главнокомандующего от 29 сентября 1943 года в ознаменование одержанной победы и отличие в боях за освобождение Кременчуга;
- 10 декабря 1943 года — Почетное наименование «Знаменская» — присвоено приказом Верховного Главнокомандующего от 10 декабря 1943 года в ознаменование одержанной победы и отличие в боях за освобождение города Знаменка;
- 19 марта 1944 года —  Орден Красного Знамени — награждена указом Президиума Верховного Совета СССР от 19 марта 1944 года за образцовое выполнение заданий командования в боях за освобождение города Умани и проявленные при этом доблесть и мужество;[4]
- 8 апреля 1944 года —  Орден Суворова II степени — награждена указом Президиума Верховного Совета СССР от 8 апреля 1944 года за образцовое выполнение заданий командования при форсировании Днестра, овладении городом и важным железнодорожным узлом Бельцы, выход на государственную границу и проявленные при этом доблесть и мужество.[5]

Награды частей дивизии:
- 14-й гвардейский воздушно-десантный стрелковый Ясский[6] ордена Суворова[7]полк;
- 17-й гвардейский воздушно-десантный стрелковый ордена Богдана Хмельницкого[8](награжден орденом Богдана Хмельницкого II степени) полк;
- 20-й гвардейский воздушно-десантный стрелковый ордена Суворова[9] полк
- 8-й гвардейский воздушно-десантный артиллерийский Ясский[6] полк.

## Отличившиеся воины
Герои Советского Союза:
- Казанбаев Шарифзян Габдурахманович, гвардии старшина — командир отделения комендантского взвода 14-го гвардейского воздушно-десантного полка.

 Кавалеры ордена Славы трёх степеней:
- Быков, Александр Михайлович, гвардии сержант — разведчик 1-й отдельной гвардейской разведывательной роты.
- Иванов, Павел Николаевич, гвардии сержант — помощник командира взвода 1-й отдельной гвардейской разведывательной роты.
- Лютый, Игнат Карпович, гвардии младший сержант — наводчик 120-мм миномёта 14-го гвардейского воздушно-десантного полка.
- Сухоруков, Василий Яковлевич, гвардии ефрейтор — наводчик 120-мм миномёта 20-го гвардейского воздушно-десантного полка.
- Христюк, Иван Федотович, гвардии рядовой — разведчик 1-й отдельной гвардейской разведывательной роты.
- Царёв, Алексей Егорович, гвардии старший сержант — командир орудийного расчёта 17-го гвардейского воздушно-десантного полка.